# Viktor von Frankenberg und Proschlitz
Viktor Günther Egbert von Frankenberg und Proschlitz (* 19. Juli 1873 in Berlin; † 4. Juni 1934 ebenda) war ein preußischer Landvermesser.

## Leben
Er stammt aus dem schlesischen Uradelsgeschlecht Frankenberg und war der zweite Sohn des späteren Generalleutnants Egbert von Frankenberg und Proschlitz (1841–1898) und dessen Ehefrau Anna, geborene Kolbe (1846–1907).
Viktor von Frankenberg und Proschlitz studierte Rechtswissenschaften in Paris und Geodäsie in Kapstadt. Von 1907 bis 1912 war er Bezirkskommissar von Omaruru und dann von 1913 bis 1914 im Caprivizipfel, nachdem er dort zuvor seit 1911 ziviler Distriktchef als Kaiserlicher Resident des Caprivizipfels im Nordosten der Kolonie Deutsch-Südwestafrika war.
Von Frankenberg und Proschlitz starb im Alter von 61 Jahren in Berlin.

## Familie
Viktor von Frankenberg war seit 1900 mit Magarethe Agnes (geb. von Oppell; 1879–1975) verheiratet, mit der er einen Sohn (Egbert Werner Alexander) hatte.